# 馬龍尼禮天主教巴勒貝克教區
馬龍尼禮天主教巴勒貝克-代爾艾哈邁爾教區（拉丁語：Dioecesis Helipolitana-Rubrimonasteriensis Maronitarum）是黎巴嫩一個東儀天主教總教區（馬龍尼禮）。
首位有文獻記載的主教出現於1671年。1977年8月4日教區與扎赫勒教區合併。1990年6月9日分出。教區2012年有二十名司鐸、三十四個堂區、45,000名教友。現任教區主教為西滿·阿塔拉。